# Pfeiffer University Men's Volleyball
La Pfeiffer University Men's Volleyball fu la squadra di pallavolo maschile appartenente alla Pfeiffer University, con sede a Misenheimer (Carolina del Nord).

## Storia
La squadra di pallavolo maschile della Pfeiffer University viene fondata il 28 settembre 2008 con l'annuncio del presidente della sezione atletica dell'università, Bobby Stewart; nel 2010 inizia le proprie attività aderendo alla neonata Conference Carolinas: chiude le prime due edizioni in ultima posizione, vincendo in seguito il titolo nel 2012 e nel 2013.
Nel 2015 vincono per la terza volta il titolo di conference, qualificandosi per la prima volta nella loro storia al torneo NCAA, dove però escono di scena ai quarti di finale, contro i futuri campionati della Loyola Chicago. Nel 2017 l'università abbandona la NCAA Division II, iscrivendosi alla NCAA Division III e in particolare alla South Athletic Conference, che tuttavia non sponsorizza la pallavolo maschile, sancendo così la chiusura del programma. 

## Record
| Piazzamento          |   | Edizione                                 |
| -------------------- | - | ---------------------------------------- |
| Tornei NCAA          | 1 | Quarti di finale: 1 2015                 |
| Titoli di conference | 3 | Conference Carolinas: 3 2012, 2013, 2015 |

## Conference
- Conference Carolinas: 2010-2017

## Allenatori
- Ben Guiliano: 2011
- Steve Bintz: 2012
- Greg Walker: 2013
- Paul Lawson: 2014-2017